# Dorothy Round
Dorothy Edith Round (née le 13 juillet 1908 à Dudley, Angleterre - décédée le 12 novembre 1982 à Kidderminster, Angleterre) est une joueuse de tennis britannique de l'entre-deux-guerres. Elle est aussi connue sous son nom de femme mariée, Dorothy Round-Little.
Rivale le plus souvent malheureuse d'Helen Wills, elle a gagné deux fois Wimbledon en simple, en 1934 et 1937 (en l'absence de Wills), et les Internationaux d'Australie (que Wills n'a jamais joué) lors de son unique participation en 1935.
Elle est membre du International Tennis Hall of Fame depuis 1986.

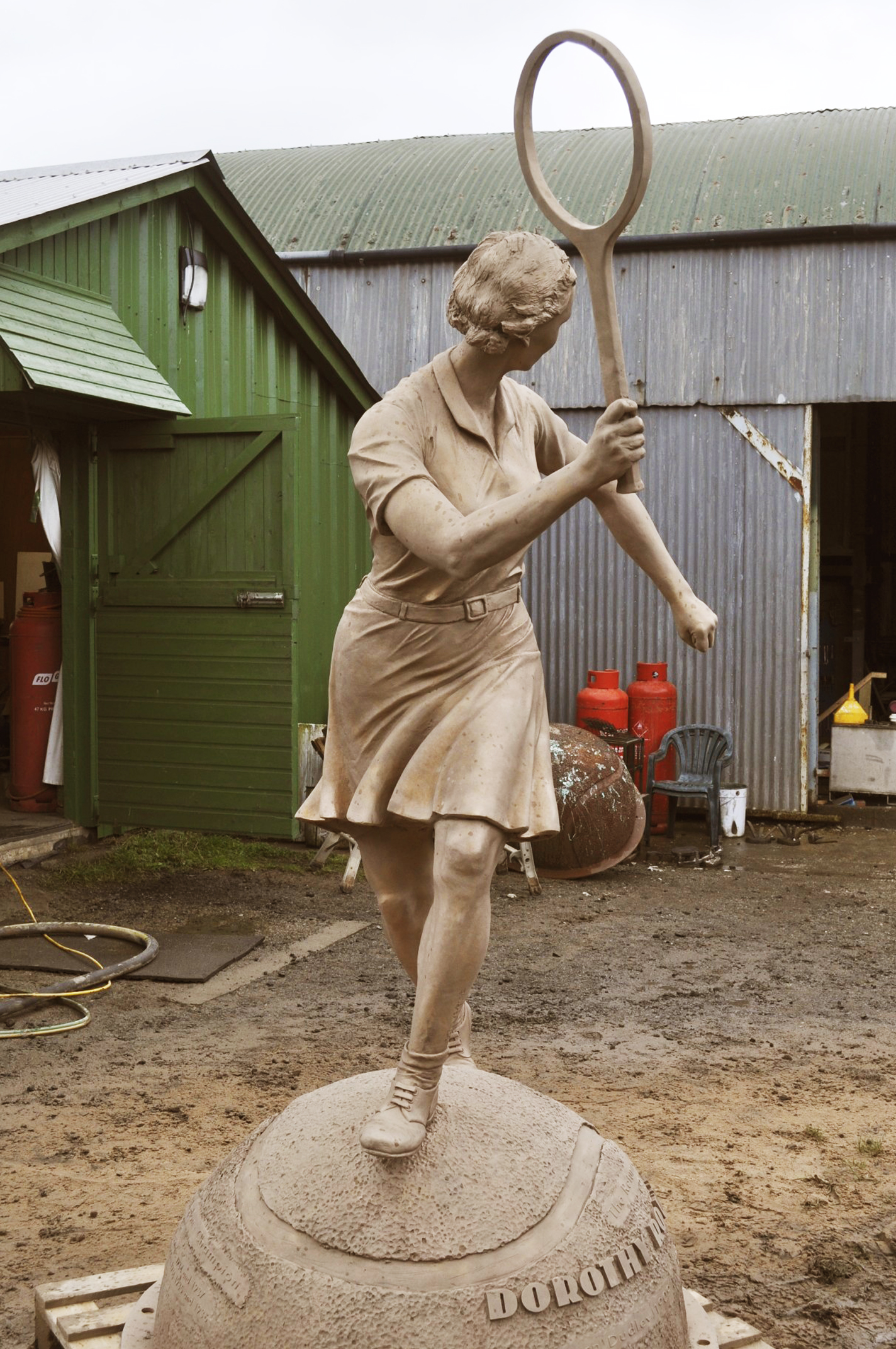
Statue de Dorothy Round par John McKenna

## Palmarès (partiel)

### Titres en simple dames
| No | Date       | Nom et lieu du tournoi              | Catégorie | Surface      | Finaliste            | Score         |          |
| -- | ---------- | ----------------------------------- | --------- | ------------ | -------------------- | ------------- | -------- |
| 1  | 25/06/1934 | The Championships, Wimbledon        | G. Chelem | Gazon (ext.) | Helen Jacobs         | 6-2, 5-7, 6-3 | Parcours |
| 2  | 05/01/1935 | Australian Championships, Melbourne | G. Chelem | Gazon (ext.) | Nancy Lyle           | 1-6, 6-1, 6-3 | Parcours |
| 3  | 21/06/1937 | The Championships, Wimbledon        | G. Chelem | Gazon (ext.) | Jadwiga Jędrzejowska | 6-2, 2-6, 7-5 | Parcours |

### Finales en simple dames
| No | Date       | Nom et lieu du tournoi                | Catégorie | Surface      | Vainqueure   | Score         |          |
| -- | ---------- | ------------------------------------- | --------- | ------------ | ------------ | ------------- | -------- |
| 1  | 26/06/1933 | The Championships, Wimbledon          | G. Chelem | Gazon (ext.) | Helen Wills  | 6-4, 6-8, 6-3 | Parcours |
| 2  | 30/09/1933 | Pacific Coast Championships, Berkeley |           | Terre (ext.) | Alice Marble | 6-4, 6-1      | Parcours |

### Titre en double dames
| No | Date       | Nom et lieu du tournoi               | Catégorie | Surface      | Partenaire  | Finalistes                  | Score         |          |
| -- | ---------- | ------------------------------------ | --------- | ------------ | ----------- | --------------------------- | ------------- | -------- |
| 1  | 30/09/1933 | Pacific Coast Championships Berkeley |           | Terre (ext.) | Mary Heeley | Alice Marble Elizabeth Ryan | 1-6, 6-2, 6-4 | Parcours |

### Finale en double dames
| No | Date       | Nom et lieu du tournoi                 | Catégorie | Surface      | Vainqueures                  | Partenaire   | Score    |          |
| -- | ---------- | -------------------------------------- | --------- | ------------ | ---------------------------- | ------------ | -------- | -------- |
| 1  | 17/08/1931 | US National Championships Forest Hills | G. Chelem | Gazon (ext.) | Betty Nuthall Eileen Bennett | Helen Jacobs | 6-2, 6-4 | Parcours |

### Titres en double mixte
| No | Date       | Nom et lieu du tournoi      | Catégorie | Surface      | Partenaire      | Finalistes                    | Score         |          |
| -- | ---------- | --------------------------- | --------- | ------------ | --------------- | ----------------------------- | ------------- | -------- |
| 1  | 25/06/1934 | The Championships Wimbledon | G. Chelem | Gazon (ext.) | Tatsuyoshi Miki | Dorothy Shepherd Henry Austin | 3-6, 6-4, 6-0 | Parcours |
| 2  | 24/06/1935 | The Championships Wimbledon | G. Chelem | Gazon (ext.) | Fred Perry      | Nell Hall Hopman Harry Hopman | 7-5, 4-6, 6-2 | Parcours |
| 3  | 22/06/1936 | The Championships Wimbledon | G. Chelem | Gazon (ext.) | Fred Perry      | Sarah Fabyan Donald Budge     | 7-9, 7-5, 6-4 | Parcours |

### Finale en double mixte
| No | Date       | Nom et lieu du tournoi             | Catégorie | Surface      | Vainqueures                        | Partenaire | Score         |          |
| -- | ---------- | ---------------------------------- | --------- | ------------ | ---------------------------------- | ---------- | ------------- | -------- |
| 1  | 05/01/1935 | Australian Championships Melbourne | G. Chelem | Gazon (ext.) | Louise Bickerton Christian Boussus | Fred Perry | 1-6, 6-3, 6-3 | Parcours |

## Parcours en Grand Chelem (partiel)
Si l’expression « Grand Chelem » désigne classiquement les quatre tournois les plus importants de l’histoire du tennis, elle n'est utilisée pour la première fois qu'en 1933, et n'acquiert la plénitude de son sens que peu à peu à partir des années 1950.

### En simple dames
| Année | Championnat d'Australie | Championnat d'Australie | Internationaux de France | Internationaux de France | Wimbledon       | Wimbledon       | US National | US National  |
| ----- | ----------------------- | ----------------------- | ------------------------ | ------------------------ | --------------- | --------------- | ----------- | ------------ |
| 1928  | -                       | -                       | -                        | -                        | 1er tour (1/64) | Naomi Trentham  | -           | -            |
| 1929  | -                       | -                       | -                        | -                        | 2e tour (1/32)  | Betty Nuthall   | -           | -            |
| 1930  | -                       | -                       | -                        | -                        | 3e tour (1/16)  | Freda James     | -           | -            |
| 1931  | -                       | -                       | -                        | -                        | 1/4 de finale   | Hilde Sperling  | -           | -            |
| 1932  | -                       | -                       | -                        | -                        | 1/4 de finale   | Helen Wills     | -           | -            |
| 1933  | -                       | -                       | -                        | -                        | Finale          | Helen Wills     | 1/2 finale  | Helen Jacobs |
| 1934  | -                       | -                       | -                        | -                        | Victoire        | Helen Jacobs    | -           | -            |
| 1935  | Victoire                | Nancy Lyle              | -                        | -                        | 1/4 de finale   | Joan Hartigan   | -           | -            |
| 1936  | -                       | -                       | -                        | -                        | 1/4 de finale   | Hilde Sperling  | -           | -            |
| 1937  | -                       | -                       | -                        | -                        | Victoire        | J. Jędrzejowska | -           | -            |
| 1939  | -                       | -                       | -                        | -                        | 4e tour (1/8)   | Sarah Fabyan    | -           | -            |

À droite du résultat, l’ultime adversaire.

### En double dames
| Année | Championnat d'Australie | Championnat d'Australie | Internationaux de France | Internationaux de France | Wimbledon                   | Wimbledon                  | US National         | US National              |
| ----- | ----------------------- | ----------------------- | ------------------------ | ------------------------ | --------------------------- | -------------------------- | ------------------- | ------------------------ |
| 1929  | -                       | -                       | -                        | -                        | 2e tour (1/16) M. Johnstone | C. Bouman Madzy Rollin     | -                   | -                        |
| 1930  | -                       | -                       | 1/2 finale P. Holcroft   | S. Barbier S. Mathieu    | 1er tour (1/32) N. Trentham | E. Bennett Betty Nuthall   | -                   | -                        |
| 1931  | -                       | -                       | -                        | -                        | 1/2 finale Kitty McKane     | D. Shepherd P. Mudford     | Finale Helen Jacobs | Betty Nuthall E. Bennett |
| 1932  | -                       | -                       | -                        | -                        | 3e tour (1/8) P. Saunders   | Doris Metaxa Josane Sigart | -                   | -                        |
| 1933  | -                       | -                       | -                        | -                        | 1/4 de finale Mary Heeley   | Freda James Billie Yorke   | -                   | -                        |
| 1934  | -                       | -                       | -                        | -                        | 1/4 de finale Mary Heeley   | S. Mathieu E. Ryan         | -                   | -                        |
| 1935  | 1/2 finale Thelma Coyne | L. Bickerton Nell Hall  | -                        | -                        | 3e tour (1/8) Mary Heeley   | Freda James Kay Stammers   | -                   | -                        |
| 1936  | -                       | -                       | -                        | -                        | 3e tour (1/8) Mary Heeley   | Joan Ingram Phyllis King   | -                   | -                        |
| 1937  | -                       | -                       | -                        | -                        | 1/4 de finale Mary Heeley   | E. Dearman Joan Ingram     | -                   | -                        |
| 1939  | -                       | -                       | -                        | -                        | 3e tour (1/8) Mary Heeley   | E. Harvey Phyllis King     | -                   | -                        |

Sous le résultat, la partenaire ; à droite, l’ultime équipe adverse.

### En double mixte
| Année | Championnat d'Australie | Championnat d'Australie | Internationaux de France | Internationaux de France | Wimbledon           | Wimbledon                 | US National | US National |
| ----- | ----------------------- | ----------------------- | ------------------------ | ------------------------ | ------------------- | ------------------------- | ----------- | ----------- |
| 1930  | -                       | -                       | 3e tour (1/8) Harry Lee  | S. Mathieu T. Harada     | -                   | -                         | -           | -           |
| 1934  | -                       | -                       | -                        | -                        | Victoire T. Miki    | D. Shepherd Henry Austin  | -           | -           |
| 1935  | Finale Fred Perry       | L. Bickerton C. Boussus | -                        | -                        | Victoire Fred Perry | Nell Hall Harry Hopman    | -           | -           |
| 1936  | -                       | -                       | -                        | -                        | Victoire Fred Perry | Sarah Fabyan Donald Budge | -           | -           |

Sous le résultat, le partenaire ; à droite, l’ultime équipe adverse.